# Moerasorchis
De moerasorchis (Anacamptis palustris), is een Europese orchidee.
De moerasorchis was ooit inheems in België, maar is daar verdwenen.

## Naamgeving enetymologie
- Synoniem: Orchis palustris Jacq. 1786, O. laxiflora subsp. palustris (Jacq.) Bonnier & Layens 1894, O. michaelis Sennen, O. mediterranea Gussone
- Duits: Sumpf-Knabenkraut
- Engels: Marsh orchid
- Frans: Orchis des marais
- Nederlands: Moerasorchis

De botanische naam Anacamptis is afkomstig van het Griekse 'anakamptein', achterover leunen, wat slaat op de naar achter gebogen pollinia. De soortaanduiding palustris is afkomstig van het Latijnse 'palus' (moeras), wat, net als de Nederlandstalige naam, slaat op het voorkeurshabitat van deze soort.

## Kenmerken

### Plant
De moerasorchis is een overblijvende, niet-winterharde geofyt. Het is een middelgrote (maximaal 60 cm), slanke plant met een gekielde, naar boven toe violet aangelopen bloemstengel, verspreid staande ongevlekte bladeren en een smalle, tot 20 cm lange, ijle tot dichte cilindrische aar met roze- tot violet-witte bloemen.

### Bladeren
De drie tot vijf bladeren staan verspreid langs de stengel, zijn lichtgroen, ongevlekt, smal lijnlancetvormig, in de lengte tot een gootje geplooid, stengelomvattend, aan de bovenzijde duidelijk generfd, en naar boven toe kleiner wordend en overgaand in rood-violette vliezige schutbladen, even lang of langer dan de vruchtbeginsel.

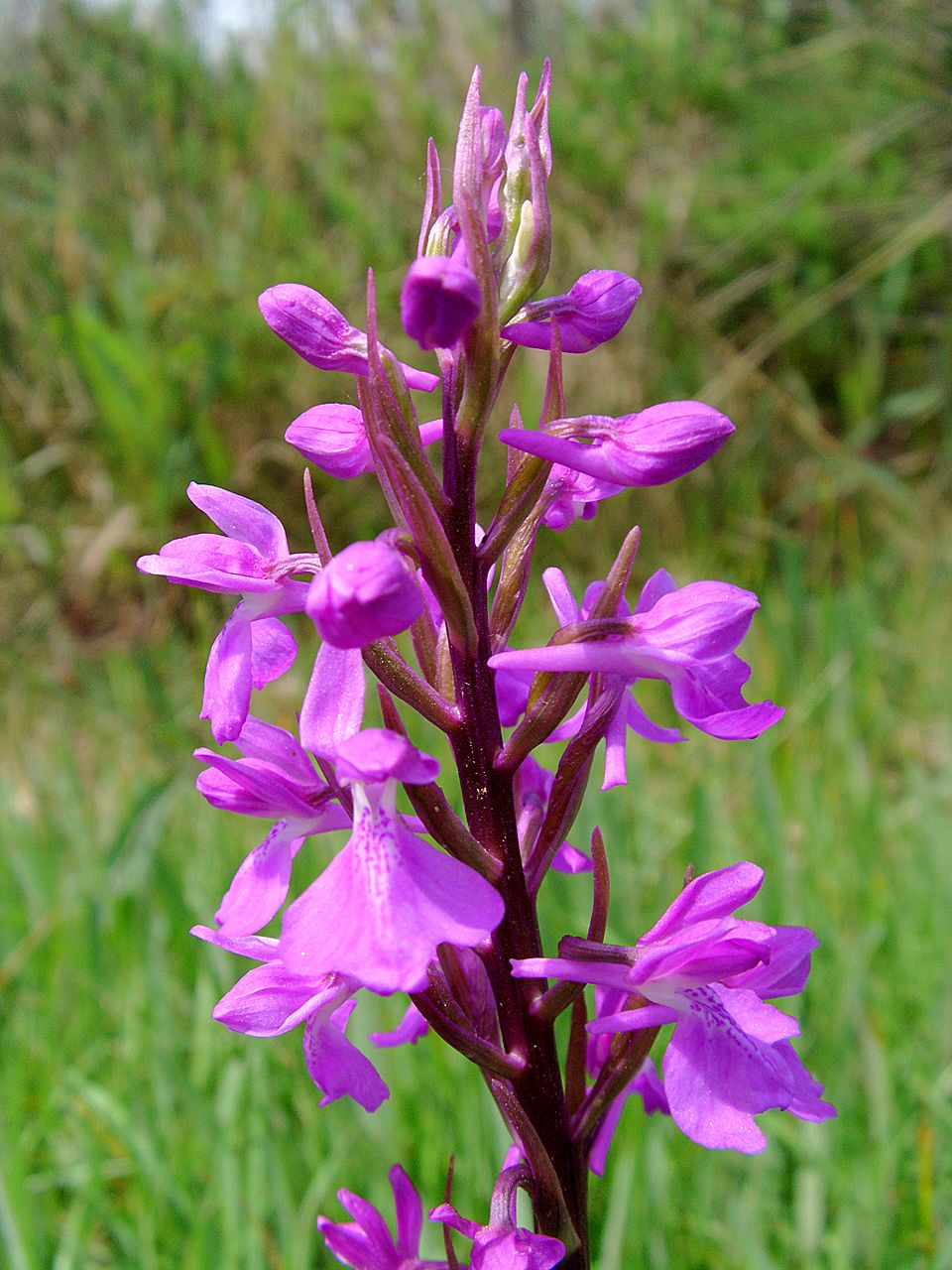
detail bloem

### Bloemen
De bloemen zijn tot 2,5 cm groot, weinig afstaand, tweekleurig roze- tot violet-wit, met donkerder nerven. De smalle ovale zijdelingse kelkbladen staan schuin omhoog en naar voor gericht. De bovenste kroonbladen zijn kleiner en vormen samen met het bovenste kelkblad een helm boven het gynostemium.
De lip is veel groter dan de andere bloembladen, drielobbig, langer dan breed, en vrijwel vlak. De middelste lob is langer dan de zijdelingse, in het midden gespleten en twee spatelvormige uiteinden. Het centrale gedeelte van de lip is lichter van kleur, tot wit, gespikkeld of gevlekt. Het brede cilindrische spoor met afgeronde top is ongeveer even lang dan het vruchtbeginsel, licht naar boven gebogen.
De bloeitijd is van mei tot juli.

## Voortplanting
De moerasorchis wordt bestoven door de gewone aardhommel (Bombus terrestris).

## Ecologie
De moerasorchis geeft de voorkeur aan natte tot vochtige, oligotrofe grasland- en moerasmilieus met een neutrale tot kalkrijke of zelfs brakke bodem, zoals in kalkmoerassen, laagveengebieden, duinvalleien en natte graslanden. In middelgebergtes komt de soort voor tot op hoogtes van 1.200 m.

## Verspreiding
Het verspreidingsgebied van moerasorchis omvat praktisch alle landen van het Middellandse Zeegebied, van Spanje in het westen tot Anatolië in het oosten, en ook langs de zuidelijke kust (Tunesië). Ook langs de Franse Atlantische kust tot in Bretagne en Pas-de-Calais. Ook in Midden-Europa, van Duitsland tot Rusland, en in Noorwegen en Zweden.
Overal in zijn verspreidingsgebied komt de soort slechts lokaal en in kleine aantallen voor.
In België kwam de soort ooit (zeldzaam) voor in het kustgebied en in de provincie Henegouwen.

## Verwantschap en gelijkende soorten
De moerasorchis behoort samen met enkele sterk gelijkende zustersoorten A. elegans, de ijle moerasorchis (A. laxiflora), A. pseudolaxiflora, A. robusta en A. dinsmorei tot een groep binnen het geslacht Anacamptis, de sectie Laxiflorae. Alle soorten van deze sectie verkiezen vochtige plaatsen.
De moerasorchis heeft een overlappend verspreidingsgebied en hetzelfde habitat als de ijle moerasorchis, maar kan daarvan onderscheiden worden door zijn bloemlip, die langer dan breed en vlak is, met een grotere middenlob en een gevlekt centrum.
Buiten deze vijf soorten is er door de ijle bloeiwijze en specifieke bloemkleur nauwelijks verwarring met andere orchideeën mogelijk.

## Bedreiging en bescherming
De moerasorchis is sterk bedreigd, en staat op vele plaatsen op het punt van verdwijnen, vooral door de algemene verdroging van natte milieus.
De plant is in België volledig en in Frankrijk in verschillende regio's beschermd.
In België staat hij op de lijst van wettelijk beschermde planten in België.